# Брон, Райан
Райан Джозеф Брон (англ. Ryan Joseph Braun, род. 17 ноября 1983 года) — американский профессиональный бейсболист, выступавший на позиции аутфилдера за клуб Главной лиги бейсбола «Милуоки Брюэрс». Считается одним из лучших разносторонних игроков за свою силу ударов, высокую среднюю отбиваемость, скорость передвижения по базам, игру в поле и силу рук.
До прихода в профессиональный бейсбол выступал за бейсбольную команду университета Майами, где дважды включался во всеамериканскую сборную, а в 2003 году получал награду новичка года по версии Baseball America. На драфте МЛБ 2005 года был выбран в первом раунде под общим пятым номером клубом «Милуоки Брюэрс».
В 2012 году Брон был включён в список Sporting News «50 лучших действующих игроков». Райан Брон является обладателем награды новичок года 2007 года, пятикратным обладателем награды Серебряная бита (2008—2012), самым ценным игроком Национальной лиги 2011 года, пятикратным участником матча всех звёзд МЛБ. Он трижды становился лидером НЛ по проценту слаггинга (2007, 2011—2012), трижды по экстра-базовым хитам (2008, 2011-12) и по разу по хитам (2009), хоум-ранам (2012) и набранным очкам (2012). В защите Брон был лидером МЛБ среди аутфилдеров по проценту филдинга в 2008 года, дважды был лидером НЛ среди левых филдеров по проценту филдинга и лидировал в НЛ по рендж-фактору в 2009 и 2012 годах.
Брон подозревался в использовании запрещенных препаратов после провала теста на тестостерон в 2011 году, а позже его связывал и клиникой Biogenesis of America, подозреваемой в поставке допинга профессиональным бейсболистам. По результатам расследования 22 июля 2013 года Райан Брон был отстранён от участия в матчах до конца сезона.

## Ранние годы
Райан Брон родился 17 ноября 1983 года в семье Джо и Дианы Брон. В четырёхлетнем возрасте он стал играть в ти-болл в команде, тренером которой был его отец. Он выступал в PONY League, где его товарищам по команде были такие будущие игроки МЛБ и НБА, как Джек и Мэтт Касселы, Джейсон и Джаррон Коллинсы и Джо Гартланд. Позже любимыми видами спорта Райана стали бейсбол и футбол, однако к моменту, когда он поступил в школу, он решил полностью сосредоточиться на бейсболе .